# Miculești, Dâmbovița
Miculești este o localitate componentă a orașului Pucioasa din județul Dâmbovița, Muntenia, România. Așezarea a apărut târziu în documente, la recensământul populației din 1899. Satele Maluri, Diaconești, Miculești, Zărăfoaia, s-au format prin extinderea ariei de locuire a oamenilor din Șerbănești, Glodeni și Poduri.
Numele satului provine de la mai multe familii venite de la Șerbănești, de la Diaconești și din partea dreaptă a pârâului Bizdidel, care au avut la origine pe un anume Micul. 